# Osádka
Osádka – niewielka wieś (obec) na Słowacji, w powiecie Dolný Kubín, w historycznym rejonie Orawa. Położona jest u północnych podnóży Gór Choczańskich i w dolinie potoku o nazwie Ohnutý potok. Przez miejscowość prowadzi lokalna droga łącząca Vyšný Kubín z Malatiną, oraz odgałęziająca się od niej w Osadce droga do miejscowości Lúčky po drugiej stronie Gór Choczańskich (ta ostatnia droga w zimie nie jest odśnieżana). Pierwsza pisemna wzmianka o miejscowości pochodzi z 1381 roku.